# Aspiromitus punctatus
Aspiromitus punctatus là một loài rêu trong họ Anthocerotaceae. Loài này được L. Schljakov mô tả khoa học đầu tiên năm 1976.